# Jaó
Crypturellus undulatus, popularmente jaó jaó-vermiculado, macucau, macucauá ou sururina, é uma espécie de ave tinamiforme típica do cerrado do Brasil Central. O jaó e suas subespécies habitam matas abertas e cerrados no Brasil.
É uma ave classificada segundo o Livro Vermelho da Fauna Brasileira Ameaçada de Extinção (Edição de 2018) como Preocupação Menor.
Os Tinamidae estão entre as mais importantes aves cinegéticas (aves comumente procuradas para fins de caça) brasileiras. Por conta do emprego indiscriminado de inseticidas, os Tinamidae campestres são afetadas (os inseticidas matam os insetos por envenenamento e as aves ingerindo esses insetos acabam morrendo pela ingestão).

## Etimologia
Os nomes macucaguá, macaguá, macucau, macucauá, provêm do tupi antigo makukaguá.

## Morfologia
Com seus 31 centímetros, o jaó é caracterizado por uma coroa escura em tons de marrom acinzentado com desenho vermiculado enegrecido (plumas com manchas que se assemelham a formato vermiforme), pernas de coloração esverdeada. O ovo da espécie se aproxima da forma esférica nas cores rosa-claro ou cinza-claro (SICK, 1997; GWYNNE et al., 2010).
Embora seja ave que pode voar, não possui a quilha óssea do osso do peito que possibilita voo contínuo. O esqueleto é pneumatizado, uma característica indicativa da descendência de indivíduos que eram exímios voadores. Dessa forma, os tinamídeos apenas utilizam as asas como último recurso para o escape (SICK, 1997).

## Vocalização
Baixo e melodioso, composto de três a quatro sílabas com flexão interrogativa crescente no fim (“dó dó doó?”) (SICK, 1997), o pio do jaó serve para demarcar a sua área de vida e, na época reprodutiva, para aproximar outros indivíduos. Neste período, a vocalização tem duração de cerca de 30 minutos ininterruptos em intervalos de cinco a 18 segundos.

## Subespécies
Possui seis subespécies:
- Crypturellus undulatus undulatus (Temminck, 1815) - ocorre do sudeste do Peru até o norte da Argentina;
- Crypturellus undulatus manapiare (Phelps, Sr & Phelps, Jr, 1952) - ocorre no sul da Venezuela na região do Amazonas, no alto Rio Ventuari;
- Crypturellus undulatus simplex (Salvadori, 1895) - ocorre do sudoeste da Guiana até a região adjacente do Brasil;
- Crypturellus undulatus adspersus (Temminck, 1815) - ocorre no Brasil ao sul do rio Amazonas da região do rio Madeira até o rio Tapajós;
- Crypturellus undulatus yapura (Spix, 1825) - ocorre do sudeste da Colômbia até o leste do Equador, leste do Peru e noroeste do Brasil;
- Crypturellus undulatus vermiculatus (Temminck, 1825) - ocorre no Brasil, do sul do estado do Maranhão até o noroeste do estado do Paraná.

## Hábitat e distribuição
Habita a mata de várzea e galeria, capoeirão, matas secas e ralas, cerrado.
No Brasil ocorre da região Norte ao Centro-Oeste e partes adjacentes do Nordeste, em Minas Gerais, São Paulo e Paraná. Ocorre também na Venezuela, Guiana, Colômbia, Peru, Paraguai e Argentina (SICK, 1997; GWYNNE et al., 2010).

## Dieta
Alimenta-se de bagas, frutas caídas, folhas e sementes, de insetos e moluscos que se escondem no tapete de folhagem apodrecida (SICK, 1997).

## Hábitos e predadores
Desconfiados, alçam voos geralmente curtos apenas como último recurso. Na região amazônica, voos longos são efetuados em casos de enchentes, as quais forçam exemplares da espécie a voarem 500 metros sobre o rio para pousarem em alguma ilha (REMSEN & PARKER, 1983; AYRES & MARIGO, 1995, citado por SICK, 1997). Em conflito, o jaó utiliza as asas para lesionar o adversário.
Ao macho cabe o cuidado de construir o ninho, realizar o choco (que ocorre em aproximadamente 17 dias) e a criação dos filhotes.
A caça desses indivíduos ocorre, principalmente, ao longo do período reprodutivo, em que são atraídos pela tática de imitação do chamado da espécie, visto o caráter arredio desses animais. Concomitantemente, tem como outros predadores gatos-do-mato, raposas, gambás, cobras, macacos, gaviões e até mesmo tamanduás-bandeira (SICK, 1997).

## Ameaças e preservação
Devido à expansão agrícola, o uso e a ocupação do solo, muitos exemplares da família Tinamidae com distribuição em áreas campestres se intoxicam ao ingerirem presas, como formigas, que são combatidas com inseticidas por serem consideradas pragas agrícolas. Além disso, os ninhos são queimados pela passagem do fogo utilizado nas práticas agropastoris.
Por conseguinte, devem ser realizadas medidas preservacionistas para os exemplares dessa família tão singular da fauna silvestre (SICK, 1997).